# استان آیلئو
| منطقه آئیلئو               |                        |                        |
| Bergdorf im Distrikt Aileu |                        |                        |
| آمار و اطلاعات             |                        |                        |
| مرکز                       | آئیلئو                 | آئیلئو                 |
| مساحت                      | ۶۷۶٫۰۲ ک م م (رتبه ۱۱) | ۶۷۶٫۰۲ ک م م (رتبه ۱۱) |
| جمعیت (۲۰۱۰)               | 44.325(رتبه ۱۲)        | 44.325(رتبه ۱۲)        |
| تراکم جمعیت                | 65،6 Einw./km² (8.)    | 65،6 Einw./km² (8.)    |
| تعداد خانوار (۲۰۱۰)        | 6.965 (رتبه ۱۳)        | 6.965 (رتبه ۱۳)        |
| ISO 3166-2:                | TL-AL                  | TL-AL                  |
| بخش                        | جمعیت                  | مساحت                  |
| آئیلئو                     | 20.830                 | 251،48 km²             |
| لائولارا                   | 7.173                  | 60،87 km²              |
| لکوئیدوئه                  | 6.267                  | 151،58 km²             |
| رمکسیو                     | 10.055                 | 212،09 km²             |
| نقشه                       |                        |                        |
| نقشه منطقه آئیلئو          |                        |                        |

آئیلئو یکی از ۱۳ منطقه جغرافیایی کشور تیمور شرقی می باشد. مرکز این منطقه قصبه آئیلئو است که همنام با خود منطقه است.
این منطقه خود به 4 بخش تقسیم می‌شود که عبارتند از:

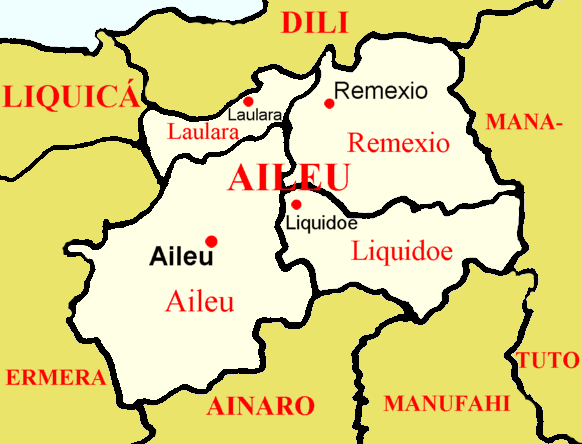
تقسیمات جغرافیایی آئیلئو

- آئیلئو
- لائولارا
- لکوئیدوئه
- رمکسیو